# Середземноморські ліси Північно-Східної Іспанії та Південної Франції
Середземноморські ліси Північно-Східної Іспанії та Південної Франції (ідентифікатор WWF: PA1215) — палеарктичний екорегіон середземноморських лісів та чагарників, розташований на північному сході Іспанії, на півдні Франції, на Балеарських островах та на крайньому заході Італії.

## Географія
Екорегіон охоплює середземноморське узбережжя Північно-Східної Іспанії (переважно Валенсії і Каталонії) та Південної Франції (зокрема регіонів Ланґедоку і Провансу), а також Балеарські острови та частину Лігурійських Альп в Італії. Він включає прибережні рівнини, пагорби та гори.
Геологічно в екорегіоні переважають мезозойські та четвертинні осадові породи (вапняки, пісковики, мергелі та конгломерати). Давні кристалічні породи (граніти, сланці та кварцити) характеризують деякі райони Балеарських островів (Менорка) і Каталонії (мис Креус).

## Клімат
В межах екорегіону панує середземноморський клімат, який характеризується спекотним і сухим літом та м'якою і дощовою зимою. Середньорічна температура становить близько 10-17 °C, а середні температури найхолодніших місяців — близько 5-10 °C. Середньорічна кількість опадів коливається від 350 до 800 мм. Внутрішні райони Іспанії на заході регіону мають більш континентальний середземноморський клімат з більш холодними зимами. Райони Центральної Франції на півночі регіону мають більш вологий, помірний і континентальний клімат із дощовим літом і холоднішою зимою.

## Флора
Рослинні угруповання екорегіону різноманітні і включають ліси, рідколісся, чагарники і луки.
По всій континентальній частині екорегіону поширені широколистяні ліси, основу яких складають дуби (Quercus) — вічнозелені кам'яні дуби (Q. ilex) і коркові дуби (Q. suber), та листопадні — пухнасті дуби (Q. pubescens) на півдні Франції і португальські дуби (Q. faginea) на материковій частині Іспанії. В деяких гірських місцевостях на півночі Каталонії зростають піренейські дуби (Q. pyrenaica) та алжирські дуби (Quercus canariensis). На Балеарських островах, особливо на Майорці, основу лісів складають кам'яні дуби.
На кам'янистих прибережних гірських схилах ростуть змішані ліси з дубів та італійських сосен (Pinus pinea). На пісковикових ґрунтах у деяких прибережних горах ростуть ліси, основу яких складають приморські сосни (Pinus pinaster). На ґрунтах, сформованих вапняками і мергелями, ростуть змішані ліси з алепських сосен (Pinus halepensis) і кермесових дубів (Quercus coccifera).
В екорегіоні, особливо в південній його частині (у Валенсії, на Балеарських островах), часто зустрічаються високі чагарникові зарості, відомі як маквіс або матораль. Вони складаються з невисоких дерев та дерев'янистих кущів з трав'яним підліском. Домінуючими деревами в маквісі є європейські маслини (Olea europaea) і ріжкові дерева (Ceratonia siliqua).
На сухих кам'янистих схилах, часто поблизу морського узбережжя, ростуть невисокі чагарникові зарості, відомі як гарига. Основу гариги складають невисокі кущі, які часто мають ароматичні та лікарські властивості, а також трави. На закріплених прибережних дюнах поширений маквіс, основу якого складають приморські сосни (Pinus pinaster), кущі фінікійського яловця (Juniperus phoenicea), мастикові дерева (Pistacia lentiscus), звичайний мирт (Myrtus communis) та низькі карликові пальми (Chamaerops humilis).
Русла річок, які сезонно наповнюються водою (відомі в Іспанії як рамбла), характеризуються такими пристосованими до періодичних повеней видами дерев і кущів, як тамарикси (Tamarix spp.), верби (Salix spp.), звичайний олеандр (Nerium oleander), священний вітекс (Vitex agnus-castus), біла тополя (Populus alba), чорна тополя (P. nigra) та вузьколистий ясен (Fraxinus angustifolia).
У прибережній смузі спостерігається чергування скель, піщаних дюн і солонуватих лагун з багатим біорізноманіттям. Як приклад можна навести дельти Ебро і Рони та лагуну Альбуфера у Валенсії. Для прісноводних і напівсолоних водно-болотних угідь характерні трав'янисті зарості житняку (Agropyron spp.), покісниці (Puccinellia spp.) і приморського ситника (Juncus maritimus). На берегах солонуватих водойм переважає трав'янистий солонець (Salicornia herbacea) та кущистий солонець (Salicornia fruticosa).
Екорегіон включає кілька гарячих точок різноманіття рослин (Балеарські острови, Каталонські гори, гори в провінції Аліканте) з рівнем ендемізму 10-20 % від загальної кількості судинних рослин. Як приклад можна навести Viola jaubertiana, Thymus richardii, Thymelaea velutina, Teucrium subspinosum, Sibthorpia africana, Scutellaria balearica і Rhamnus ludovici-salvatoris. На Балеарських островах поширені 1450 видів рослин, з яких 180 є ендеміками, а 48 знаходяться під загрозою зникнення. Ендемічний балеарський вид вербозілля Lysimachia minoricensis вимер у дикій природі.

## Фауна
Великі ссавці не особливо численні в цьому екорегіоні. До них належать дикі свині (Sus scrofa), благородні олені (Cervus elaphus elaphus), європейські сарни (Capreolus capreolus) та іберійські вовки (Canis lupus signatus). Також варто згадати лісового тхора (Mustela putorius) та рідкісну річкову видру (Lutra lutra), чисельність якої останнім часом збільшується після періоду спаду.
В екорегіоні присутні значні популяції рідкісних хижих птахів, таких як білоголові сипи (Gyps fulvus) та чорні грифи (Aegypius monachus) на Майорці. В період розмноження тут знаходять поживу скопи (Pandion haliaetus) і підсоколики Елеонори (Falco eleonorae). Балеарські буревісники (Puffinus mauretanicus) є гніздовими ендеміками Балеарських островів, а балеарські кропив'янки (Curruca balearica) мешкають лише на цих островах.
Низка територій в регіоні відіграють дуже важливу роль у гніздуванні, відпочинку та зимівлі птахів. Близько 30 тисяч пар водоплавних птахів щороку гніздяться в дельті Ебро, а також 180 тисяч птахів проводять там зиму. Серед видів, які тут розмножуються, є руда чапля (Ardea purpurea), мала чепура (Egretta garzetta), єгипетська чапля (Bubulcus ibis), жовта чапля (Ardeola ralloides), звичайний квак (Nycticorax nycticorax), звичайний бугайчик (Ixobrychus minutus), водяний бугай (Botaurus stellaris), червонодзьоба чернь (Netta rufina), чорнокрилий кулик-довгоніг (Himantopus himantopus), лучний дерихвіст (Glareola pratincola), сіроногий мартин (Ichthyaetus audouinii), представлений тут найбільш чисельною колонією у світі, білощокий крячок (Chlidonias hybrida), чорнодзьобий крячок (Gelochelidon nilotica), малий крячок (Sternula albifrons), річковий крячок (Sterna hirundo) і рябодзьобий крячок (Thalasseus sandvicensis). Влітку тут збирається до 4 тисяч рожевокрилих фламінго (Phoenicopterus roseus), які не гніздяться. Тут зимують тисячі малих чепур (Egretta garzetta) і єгипетських чапель (Bubulcus ibis), а також різні види качок, зокрема звичайні крижні (Anas platyrhynchos), нерозні (A. strepera), північні широконіски (A. clypeata) і червонодзьобі черні (Netta rufina), а також до 32 тисяч куликів, таких як синьоногі чоботарі (Recurvirostra avosetta) і великі грицики (Limosa limosa).
В місцевості Камарг у дельті Рони гніздяться вісім видів чапель, чорнодзьобі крячки (Gelochelidon nilotica), євразійські сиворакші (Coracias garrulus), звичайні бджолоїдки (Merops apiaster), бурі коровайки (Plegadis falcinellus), рожевокрилі фламінго (Phoenicopterus roseus), які формують тут найбільшу колонію в усьому Середземномор'ї, лучні дерихвости (Glareola pratincola) та різноманітні мартини. Восени тут представлені всі кулики екорегіону. Взимку є надзвичайно великі популяції 13 різних видів качок. Протягом цього сезону на ділянці також присутні малі лебеді (Cygnus bewickii), орлани-білохвости (Haliaeetus albicilla), сапсани (Falco peregrinus) і великі чепури (Ardea alba). Загалом Камарг використовують як місце для гніздування, відпочинку або зимування кілька мільйонів птахів, що належать до 356 видів.
Серед риб, присутніх у дельті Ебро, слід згадати іспанського афаніуса (Aphanius iberus) та триголкову колючку (Gasterosteus aculeatus). Дельта також є домом для численних молюсків (як морських, так і прісноводних). В солонуватих водах живе невелика ендемічна креветка Palaemonetes zariquieyi. Серед представників герпетофауни на особливу увагу заслуговують деякі амфібії — прикрашені круглоязикові жаби (Discoglossus pictus), середземноморські райки (Hyla meridionalis) і перетинчасті тритони (Lissotriton helveticus), а також рептилія — середземноморська водяна черепаха (Mauremys leprosa). Найбільш поширеними плазунами екорегіону є західні зелені ящірки (Lacerta bilineata), західні трипалі сцинки (Chalcides striatus), східноіберійські піщані ящірки (Psammodromus edwarsianus), смугасті вужі (Natrix helvetica) та гадюкові вужі (N. maura). Балеарські жаби-повитухи (Alytes muletensis) та стінні ящірки Лілфорда (Podarcis lilfordi) є ендеміками Балеарських островів.

## Збереження
Більша частина екорегіону була інтенсивно перетворена на сільськогосподарські угіддя — гірські тераси та пасовища, великі виноградники, мигдалеві сади, оливкові гаї, фруктові сади та зрошувані поля. Прибережна урбанізація для туристичних цілей знищує останні залишки прибережних лісів, а також викликає занепокоєння щодо надмірного використання води та забруднення.
Оцінка 2017 року показала, що 35 864 км², або 40 % екорегіону, є заповідними територіями. Природоохоронні території включають:
- Природний заповідник Альбера[es] — Каталонія;
- Регіональний природний парк Альпій[fr] — Прованс;
- Природний парк Баронні-Провансаль[fr] — Прованс;
- Національний парк Каланки — Прованс;
- Регіональний природний парк Камарг — Прованс;
- Природний парк Кап-де-Креус — Каталонія;
- Природний парк Вулканічна зона Ґарроча[en] — Каталонія;
- Регіональний природний парк Гран-Косс[fr] — Ланґедок;
- Регіональний природний парк Верхній Ланґедок[fr] — Ланґедок;
- Регіональний природний парк Люберон[fr] — Прованс;
- Природний парк Лос-Пуертос[es] — Каталонія;
- Регіональний природний парк Преальп д'Азур[fr] — Прованс;
- Природний парк Сан-Лоренцо-дель-Мунт-і-дель-Обак — Каталонія;
- Природний парк Сьєрра-Кальдерона[es] — Валенсія;
- Природний парк Вердон[fr] — Прованс;
- Регіональний природний парк Лігурійські Альпи[it] — Лігурія.